# Universalismus (Religionswissenschaft)
Universalismus charakterisiert Religionen, die ihre Glaubensangebote und Heilsversprechen beziehungsweise ihre Gebote an alle Menschen adressieren, unabhängig von ihrer ethnischen Zugehörigkeit (wie bei den mündlich überlieferten Religionen) sowie über politische und territoriale Grenzen hinweg.
Dieses ideale Menschentum auf interkonfessioneller Grundlage wird auch als religiöser Kosmopolitismus bezeichnet. Auch die kosmische Religion sowie persönliche Glaubenserfahrungen werden dem religiösen Universalismus zugerechnet. Außerdem bezeichnet das Ideal des religiösen Universalismus die Vorstellung, wonach alles Seiende deutliche Spuren Gottes an sich trägt.
Der Versuch, aus der menschlichen Vernunft sowie aus der Betrachtung der Schöpfung (Natur) Erkenntnis über Gott zu gewinnen, ist ein Charakteristikum der natürlichen Theologie. Die natürliche Theologie erhebt nicht den Anspruch einer Religion, es geht ihr vielmehr um die geistige Durchdringung des Weltzusammenhangs mit wissenschaftlicher Methodik.

## Konzepte des religiösen Universalismus
Nationale und soziale Schranken verlieren vor dem religiösen Universalismus ihre Bedeutung. Dieses Konzept grenzt sich von den Nationalreligionen klar ab und wird als Weltreligion bezeichnet. Damit sind vor allem der Buddhismus, das Christentum und der Islam gemeint. Dabei kommt es darauf an, deren universalistischen Charakter durch Missionsarbeit durchzusetzen. Auch die Gegensätze zwischen den Konfessionen sollen überwunden beziehungsweise die verschiedenen Religionen miteinander verschmolzen werden. Im Sinne eines positiven Pragmatismus wird dabei von „Religions-Esperanto“ gesprochen. Das Konzept des religiösen Universalismus geht weit über die Idee der Ökumene hinaus. In der modernen Rezeption wird die Meinung vertreten, der Apostel Paulus sei Begründer des ethischen Universalismus. Paulus trete „als Anwalt einer globalen, auch den Kosmos einbeziehenden Theologie auf, ohne dabei den Vorrang Israels zu leugnen“.

### Israels religiöser Universalismus
Der Gott des Alten Testaments und des Judentums ist nicht der Gott eines bestimmten Stammes, sondern der Gott der gesamten Menschheit. Die Vorstellung von der inneren Verwandtschaft aller Menschen und die universale Geltung der Ethik sowie das menschliche Fühlen schließen jede Form eines religiösen Partikularismus aus. Damit geht eine objektive, gerechte und liebevolle Haltung gegenüber den sogenannten Heiden einher. Dieses menschliche Empfinden gilt als die Wurzel, aus der der religiöse Universalismus der jüdischen Religion entspringt.
Dennoch ist die jüdische Religion in ihrer realen Ausprägung keine Universalreligion, sondern eine der großen Volksreligionen, da sie untrennbar mit der ethnisch-religiösen Gruppe der Juden verbunden ist.

### Christlicher Universalismus
Insbesondere in der katholischen Kirche wird die These des christlichen Absolutheitsanspruchs vertreten, wonach das Christentum, wenn es von der Bindung an ein Volk gelöst wird und einen christlichen Universalismus einleitet, beispielsweise ein vereintes Europa ermöglichen würde. Das christliche Motto „Alle Menschen sind Brüder“ bedeutet im Umkehrschluss, dass jene, die nicht meine Brüder sind, auch keine Menschen sein können. Der christliche Universalismus neigt dazu, alle Nichtgläubigen und Falschgläubigen aus der Gesamtheit der Menschen auszuschließen. Im Christentum erhebt die indifferente und totale göttliche Gnade einen universalen Anspruch. Dagegen gibt es in den partikularen Religionen – und sogar im Islam – einen Ort für den Anderen.
In einem wesentlich weiteren Sinne wird die christliche Lehre der Apokatastasis beziehungsweise Allaussöhnung mit einer Aussöhnung des Universums gleichgesetzt und unter diesem Aspekt als christlicher Universalismus bezeichnet. Die Lehre von der Allaussöhnung stützt sich auf das Neue Testament, wonach Gott in Zukunft das All mit sich aussöhnen wird.

### Unitarian Universalist Association
Basierend auf den Gedanken des christlichen Universalismus im Sinne der Allversöhnung (Apokatastasis) entstand ab dem 18. Jahrhundert in Nordamerika die Universalist Church of America, die sich im 20. Jahrhundert mit den Unitariern zur Unitarian Universalist Association zusammengeschlossen hat. Die heutige Unitarian Universalist Association hat sich inzwischen jedoch von ihren christlichen Wurzeln gelöst.

### Islamischer Universalismus
Entgegen vieler Konstruktionen und Rezeptionen, die jeweils einen oder wenige Aspekt(e) des Universalismus aufgreifen, existiert kein einheitliches Universalitätsverständnis des Islam. Bereits in der Begriffsverwendung – z. B. Übergeschichtlichkeit anstelle Universalität – bröckelt der Versuch, einen islamischen Universalismus herauszukristallisieren.
Das Prinzip des islamischen Universalismus kann etwa als Handlungsmaxime in ethischen Prinzipien begründet sein oder als identitätsstiftendes Schema aufgefasst werden, wie es sich in Ummakonzepten ausdrückt. Im letzteren Fall wird der islamischen Identität Priorität über die nationale Zugehörigkeit eingeräumt. Der Islam wird als universale Botschaft für die gesamte Menschheit verstanden, die alle nationalen Identitäten umfasst. Es wird die Auffassung vertreten, dass der islamische Universalismus imperialistisch sei. Der Historiker Efraim Karsh schlägt einen Bogen vom Propheten Mohammed über Sultan Saladin und Ayatollah Khomeiny bis Usama Bin Laden. Ihnen gemeinsam sei das Bestreben, die Menschheit mit dem Mittel des Jihad zu islamisieren. Es wird kritisiert, Karsh benutze den Begriff Imperialismus für alles, was nach einem Reich strebt. Das heutige Weltsystem habe in Europa und Amerika seinen Ausgang genommen, während in den islamischen Ländern eine Antimoderne heranwachse. Einen islamischen Imperialismus – so sagen die Kritiker des Historikers Karsh – werde es kaum geben, solange dort nicht demokratische Ordnungen herrschen. Allerdings wirke der islamische Universalismus – im Gegensatz zur Krise des christlichen Glaubens im Abendland – vital und auf utopische Weise zukunftsbesessen. Der westliche konkurriert mit dem islamischen Universalismus und erzeugt Ablehnung statt Akzeptanz. Nach Ertugrul Sahin engen solche auf Herrschaft und Politik beruhenden Rekonstruktionen das Phänomen des Universalismus weitgehend ein – Vereinnahmung des Universalismus durch das Politische –, und blenden wesentliche Aspekte aus.

### Kosmische Religion
Das Gefühl der Erhabenheit und der Harmonie der strukturellen Zusammenhänge, die sich sowohl in der Natur als auch in den menschlichen Gedanken offenbart, wird als kosmische Religiosität bezeichnet. Das menschliche Individuum möchte seine eigenen Beschränkungen überwinden und die Gesamtheit alles Seienden als etwas Einheitliches und Sinnvolles erleben. Kosmische Religiosität kennt keine Dogmen und keinen Gott, der nach dem Ebenbild des Menschen geschaffen wäre. Aus diesem Grunde ist ihr die Institution der Kirche fremd. Albert Einstein vertrat die Auffassung, dass es zu den wichtigsten Aufgaben von Kunst und Wissenschaft zählt, das Gefühl kosmischer Religiosität „unter den Empfänglichen zu wecken und lebendig zu erhalten“. In Einsteins Drei-Stufen-Modell verkörpert die kosmische Religion die höchste religiöse Entwicklungsstufe, sie folgt auf Furchtreligion und Moralreligion. Einstein war bestrebt, Wissenschaft und Religion wieder zusammenzuführen. Mit seiner Religiosität der Welterkenntnis fühlte er sich in der jüdischen Tradition verwurzelt: „Streben nach Erkenntnis um ihrer selbst willen, an Fanatismus grenzende Liebe zur Gerechtigkeit und Streben nach persönlicher Selbstständigkeit – das sind die Motive der Tradition des jüdischen Volkes, die mich meine Zugehörigkeit zu ihm als ein Geschenk des Himmels empfinden lassen.“ Mit diesen Worten säkularisierte Einstein den jüdischen Glauben zu einer „moralischen Einstellung im Leben und zum Leben“.

## Ideal des religiösen Universalismus
Der Würzburger Religionsdogmatiker und Philosoph Herman Schell folgte dem Gottesideal der positiven Aseität, der absoluten Unabhängigkeit Gottes, der den Grund seiner Existenz in sich selbst trägt. In dieser Idealvorstellung liegen die Wurzeln des Schell′schen Universalismus. Die Grundlagen der Religiosität waren für ihn breiter als die Grenzen des Kreises, die die katholische Kirche ihm vorgab. Schell hatte die Vorstellung, dass alles um uns herum deutliche Spuren Gottes an sich trägt. Daraus entwickelte er beispielsweise in der Sakramentenlehre seine Grundgedanken über den Universalismus des göttlichen Heilswillens. Darauf basierte auch seine Idee, die Taufe auf ihren geistig-mystischen Sinn zurückzuführen und sie von ihrer äußeren Form zu befreien. Diesem Ideal liegt die Überzeugung zugrunde, dass Gott in allen Religionen gleichermaßen wirksam ist und in universeller Weise durch die gesamte Natur hindurch sowie im Bewusstsein der Menschen wirkt.

## Verbindung mit politischem Universalismus
Aus der Perspektive der Politik kann der religiöse Universalismus sich mit imperialen Motiven verbinden. Diese Verbindung zwischen religiösem und politischem Universalismus ist jedoch nicht zwingend, wenn Religion als überpolitische Instanz verstanden wird.

## Religiöser Pluralismus
Religiöser Pluralismus – auch als religiöse Pluralität bezeichnet – geht davon aus, dass jede Religion einen Weg zur Erlösung und zur richtigen Beziehung mit dem Göttlichen hat, das damit allen Menschen offensteht. Durch das Phänomen der Zuwanderung wird die Vielfalt der Religionen als eine der großen Herausforderungen der Politik betrachtet. Die Transformationsprozesse politischer Arrangements von religiöser Pluralität in europäischen Nationalstaaten wird als eine Re-Institutionalisierung der Staatsbürgerschaft gedeutet. Zuwanderung und Globalisierung ändern das Verhältnis von Politik und Religion grundlegend. Einerseits geht es dabei um die Frage nach der religiösen Neutralität des Staates beziehungsweise des öffentlichen Lebens, andererseits um die kollektive Identität des Volkssouveräns. In diesem Zusammenhang wird die Frage nach einer multikulturellen Staatsbürgerschaft gestellt. Im Grunde geht es darum, an die Stelle der Bedingungen gesellschaftlicher Integration „Fragen nach kulturellen und strukturellen Voraussetzungen für die Realisierung von Demokratie und Menschenrechten in de-territorialisierten und post-nationalen Herrschaftszusammenhängen zu rücken“.

## Religiöser Liberalismus
Der religiöse Liberalismus hat viele Facetten und basiert auf der Philosophie der Aufklärung und des Idealismus. Er wird auch als liberale Theologie bezeichnet. Demnach sollen Religion und Theologie auf der Grundlage des Humanismus betrieben werden. Der religiöse Liberalismus strebt eine stärkere Unabhängigkeit von Dogmen, kirchlichen Traditionen und Glaubensinhalten an. In seinem Sinne ist Glaube eine persönliche Angelegenheit des Menschen. Nach diesem Verständnis kann Glaube durch Erfahrungen entstehen, die im Menschen eine tiefe Resonanz auslösen. Religion beginnt mit der Erfahrung des Menschen, dass er einer umfassenden Wirklichkeit zugehört, einem großen Ganzen, das ihn im Leben trägt.